# Rumsdorp
Rumsdorp is een dorp in de Belgische provincie Vlaams-Brabant en een deelgemeente van Landen. Rumsdorp was een zelfstandige gemeente tot aan de gemeentelijke herindeling van 1971.

## Etymologie
De oudste vermelding van de plaats stamt uit 1280 en maakt gewag van Rumsedorp. De naam is etymologisch te reconstrueren als het Germaanse *rumas-thorpa, ofwel "dorp van Rumo". Het eerste lid, uit hrôm ("roem"), is een bekende Germaanse voornaam, die niets met Romeinen te maken heeft.

## Bezienswaardigheden
- De Pitsaersmolen
- De Motte van Rumsdorp
- De Sint-Gilliskerk
- Het Kasteel Hooleyck

## Natuur en landschap
Rumsdorp ligt in Droog-Haspengouw op een hoogte van 55-83 meter. De belangrijkste waterloop is de Dormaalbeek.

## Demografische ontwikkeling
- Bronnen:NIS, Opm:1831 tot en met 1961=volkstellingen

## Politiek

### Burgemeesters
Rumsdorp had tot de fusie met Landen op 1 januari 1971 zijn eigen gemeentebestuur en burgemeester:
| Tijdspanne | Tijdspanne | Burgemeester           |
| ---------- | ---------- | ---------------------- |
|            | 1800–1823  | Lambert Arnold Stevens |
|            | 1824–1830  | Jean Guillaume Goffin  |
|            | 1831–1860  | Jean François Stevens  |
|            | 1861–1885  | Jean François Stevens  |
|            | 1885–1912  | Joseph Pitsaer (KP)    |
|            | 1912–1969  | Hubert Pitsaer         |

## Galerij

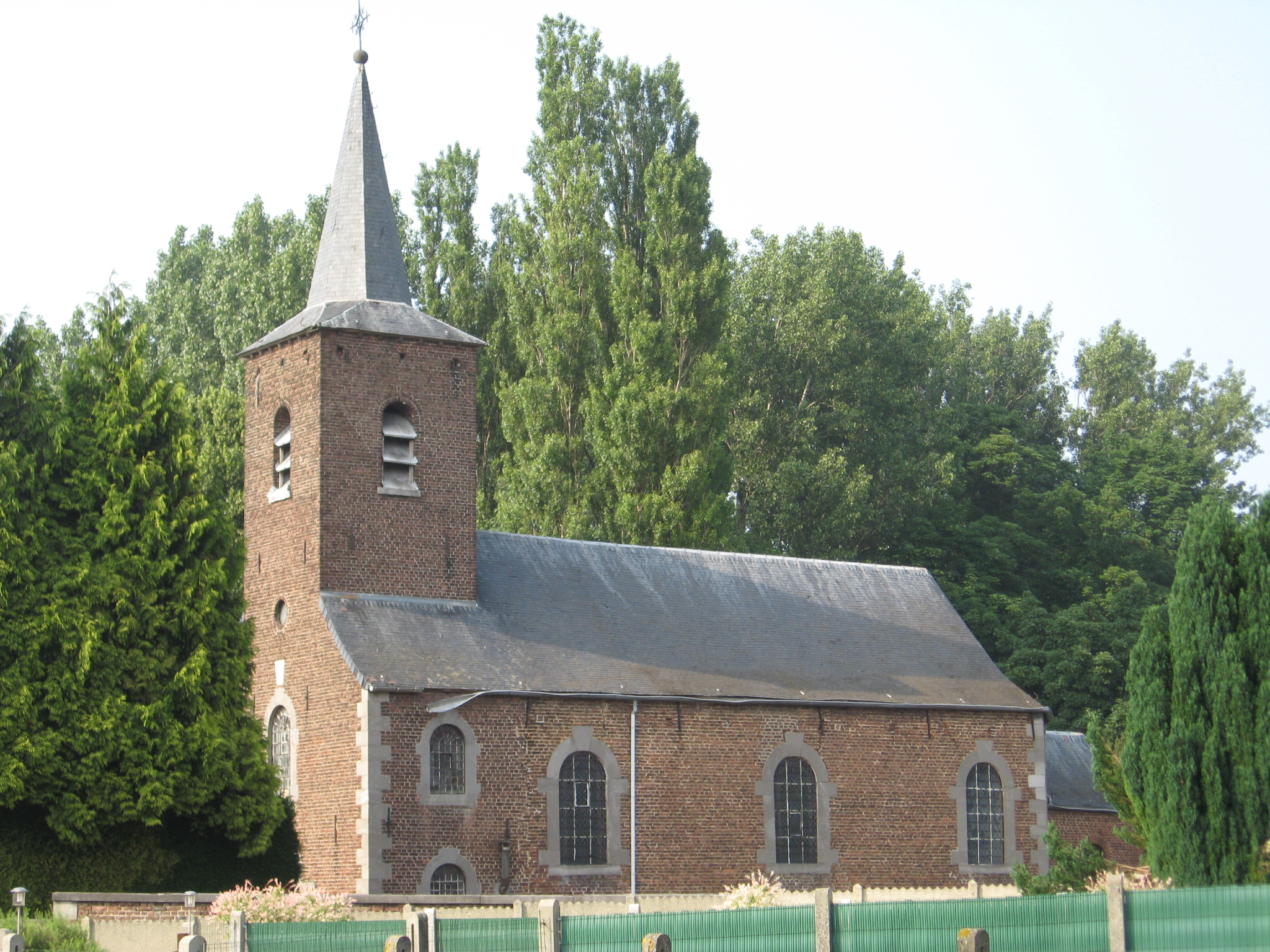
Sint-Gilliskapel
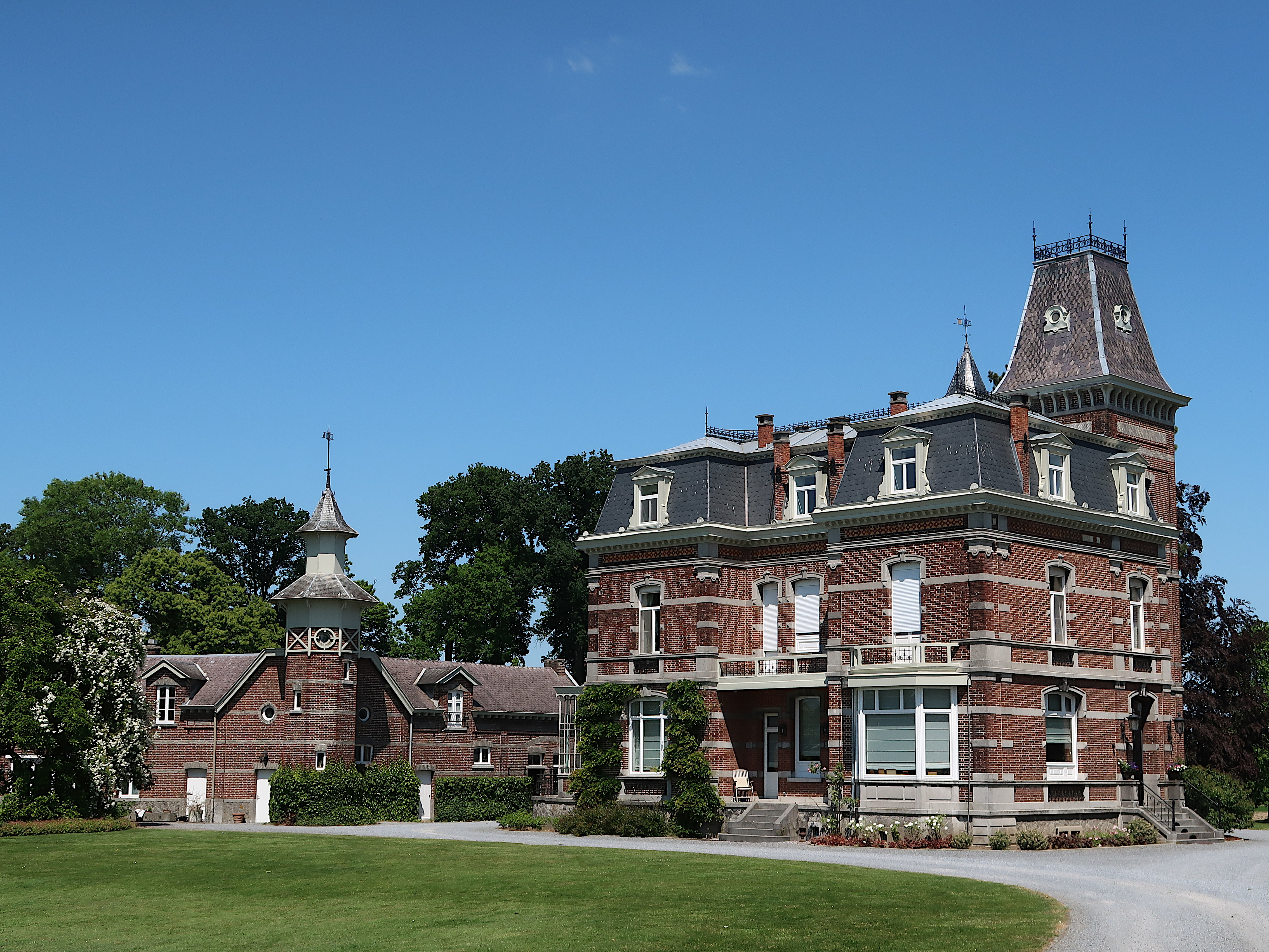
Kasteel Hooleyck
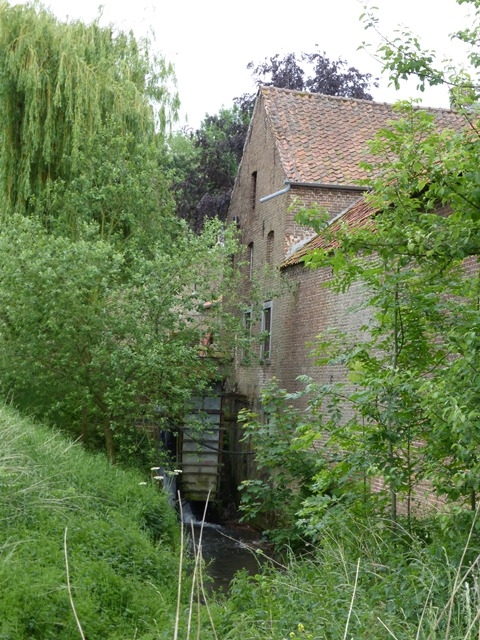
Pitsaermolen
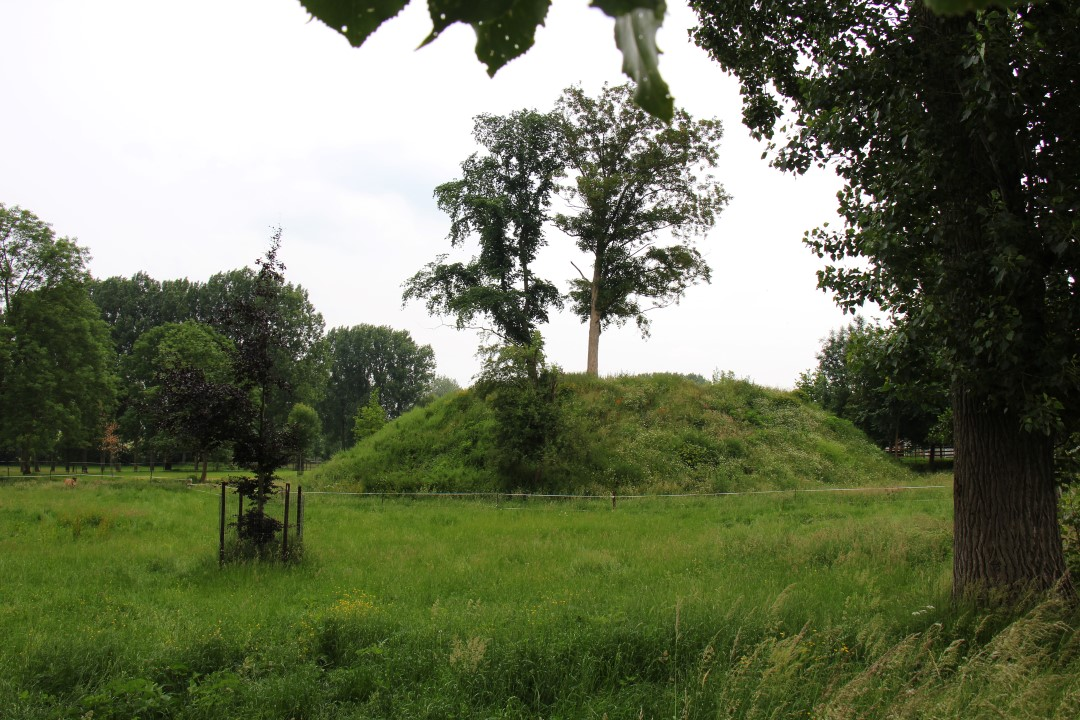
Motte van Rumsdorp

## Nabijgeleggen kernen
Attenhoven, Landen, Neerwinden, Neerlanden
Deelgemeenten: Attenhoven · Eliksem · Ezemaal · Laar · Landen · Neerlanden · Neerwinden · Overwinden · Rumsdorp · Waasmont · Walsbets · Walshoutem · Wange · Wezeren

Belgische gemeenten · Arrondissement Leuven · Vlaams-Brabant · Vlaanderen